# Extinción (psicología)
En psicología, la extinción (del Lat. extintus = destruido) es un procedimiento utilizado en el condicionamiento clásico y en el condicionamiento operante para hacer que una conducta desaparezca. En términos educativos se aplica contingentemente, por tanto, a conductas no deseables. La extinción dentro del condicionamiento instrumental es el proceso contrario a la adquisición. El procedimiento de la extinción consiste en la omisión del reforzador después de haberse presentado la conducta cuya desaparición se está trabajando. Por ejemplo: un niño se niega a comer; los padres, con buena voluntad y sin darse cuenta, están reforzando esa conducta al prestarle atención (aunque sea para insistirle y reñirle), con lo que la conducta o se mantiene o aumenta. La técnica de la extinción consiste en no prestar atención al niño cuando se niega a comer, a fin de no reforzar'; la falta de atención propicia que la conducta termine por desaparecer.
Por supuesto, esta técnica se usa en conjunción con otros procedimientos. Y unida al refuerzo se aplica en el llamado refuerzo diferencial.
- Datos: Q1385098